# Grand Portage, Minnesota
Xã Grand Portage (tiếng Anh: Grand Portage Township) là một xã thuộc quận Cook, tiểu bang Minnesota, Hoa Kỳ. Năm 2010, dân số của xã này là 565 người.